# Vânătă
Vânăta (sau pătlăgea vânătă) (Solanum melongena) este o specie a genului Solanum, originară din India de sud și Sri Lanka. Este o plantă anuală, care are o înălțime de 0,4-1,5 m, de obicei spinoasă, cu frunze mari, lobate, lungi de 10–20 cm și late de 5–10 cm. Floarea este albă spre purpurie, cu o corolă cu cinci lobi și stamine galbene. Fructul tip bacă este unul cărnos, cu un diametru de 3 cm la plantele sălbatice (și mult mai mari la cele cultivate), care conține numeroase semințe mici și moi. În bucătărie, fructul se prepară ca o legumă (adică nu se consumă crud).

## Cultivare și utilizare
Este o plantă de cultură importantă, crescută pentru fructul ei alb sau violet. A fost cultivată în țările din Asia de sud și de est încă din preistorie, dar se pare că a fost cunoscută de către lumea occidentală acum nu mai mult de aproximativ 1500 de ani. Numeroasele denumiri arabe și nord-americane pentru ea, și lipsa de nume grecești și romane antice, arată că a fost transportată prin Marea Mediterană de către arabi la începutul Evului Mediu. Numele științific de melongena derivă de la o denumire arabă din secolul XVI pentru un fel de vânătă.

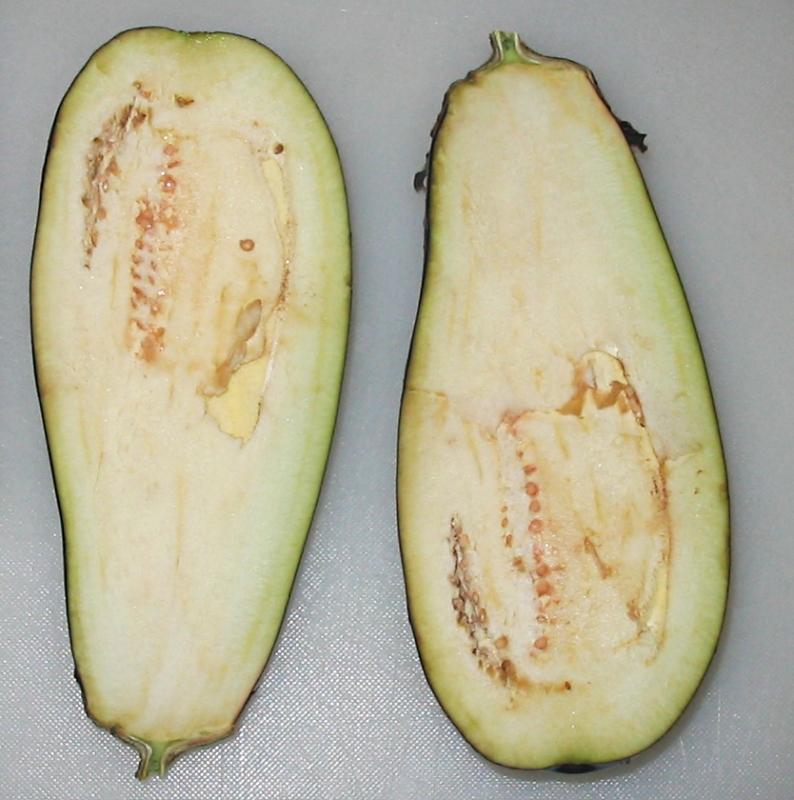
O vânătă mov care a fost tăiată în jumătate, evidenţiindu-se interiorul. Pulpa care înconjoară semințele începe deja să se oxideze și să devină maronie la doar câteva minute după tăiere.

Plantele care sunt cultivate în Europa și America de Nord astăzi sunt elongate, ovoidale, lungi de 12–25 cm și late de 6–9 cm, având coaja violet închis spre indigo. O mai mare varietate în ceea ce privește forma, mărimea și culoarea apare în India și în alte părți din Asia. Acolo, plantele cultivate seamănă foarte mult cu ouăle de găină din punct de vedere al mărimii și al culorii; culoarea poate varia de la alb, la galben, roșu, violet sau indigo. Unele dintre ele sunt colorate în degrade, de la alb la tulpină până la violet aprins sau indigo, chiar negre; de asemenea, există plante total albe. Vânăta chinezească are o formă de castravete mai îngust și puțin curbat. Numele de plantă ou datează din anii 1700, când majoritatea europenilor cultivau plantele care erau albe-gălbui și semănau la formă și mărime cu un ou de gâscă.
Fructul crud nu are un gust prea plăcut, dar atunci când este gătit, devine fraged, obține o aromă complexă și o textură interesantă. Sărarea, iar apoi stoarcerea sa ajută la eliminarea aproape totală a gustului amar. Este folositoare pentru bucătărie datorită capacității sale de a absorbi o mare parte din grăsimile de gătit, făcând posibilă realizarea unor preparate savuroase. Pulpa fructului este fină; numeroasele semințe sunt moi și (ca și în cazul tomatei) sunt comestibile.

## Etimologie
Aubergine este numele britanic atribuit acestui fruct. Denumirea provine din francezul aubergine, derivat din catalanul albergínia, de la arabul باذنجان  al-bAdhinjAn, din persanul بادنجان Bâdinjân, vânăta.
Multe alte nume sunt folosite pentru această plantă, majoritatea derivate din sanscritul vatinganah, ceea ce a dus la apariția unor denumiri ale acesteia în diferite limbi: brinjal, badingan, melongena, melanzana, berenjena, albergínia, aubergine, brown-jolly și măr-nebun (interpretare greșită a italianului melanzana ca mela insana).

## Vezi și

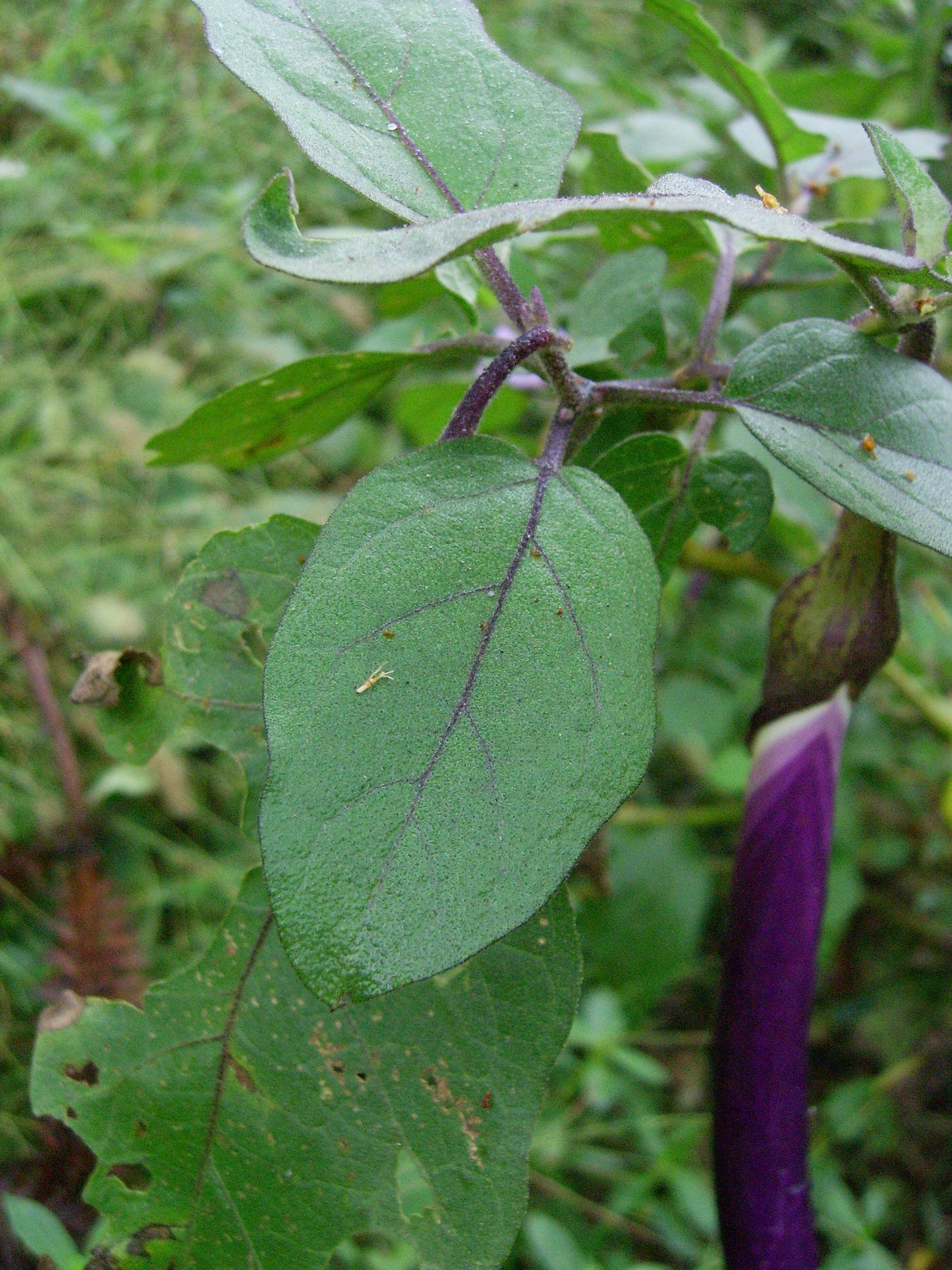
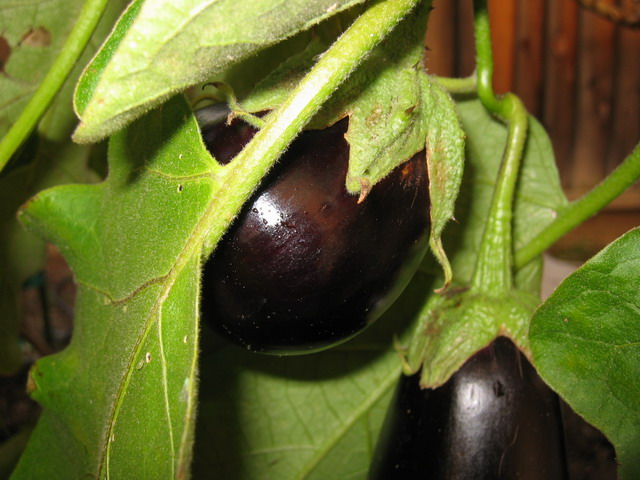
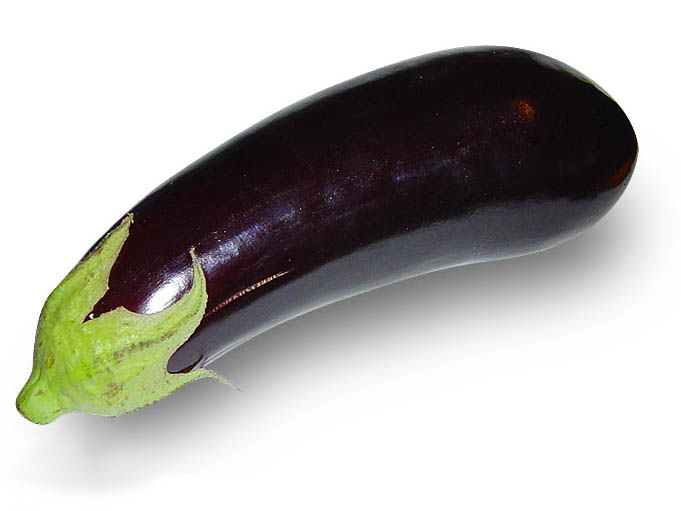
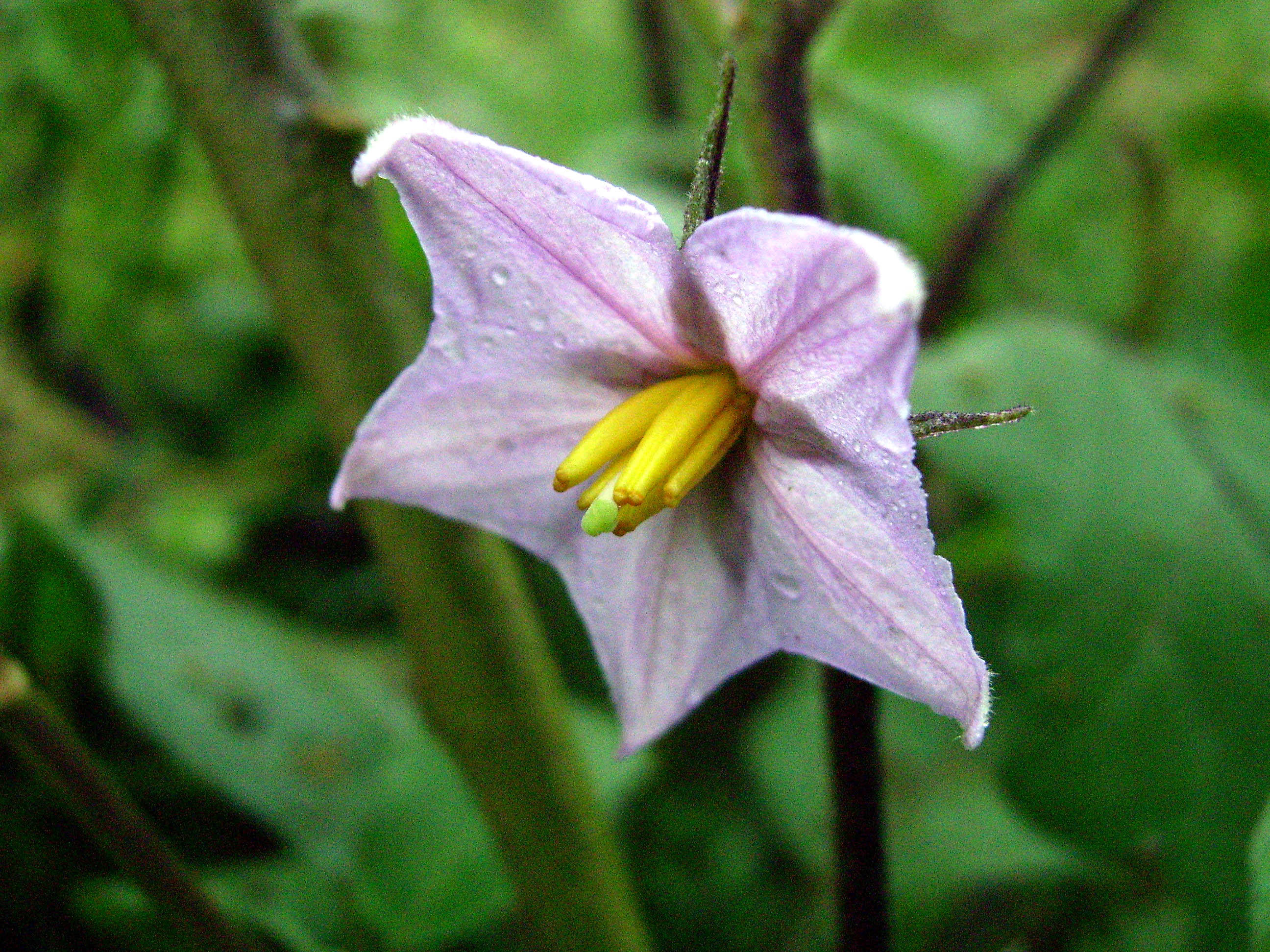
Floare de vânătă
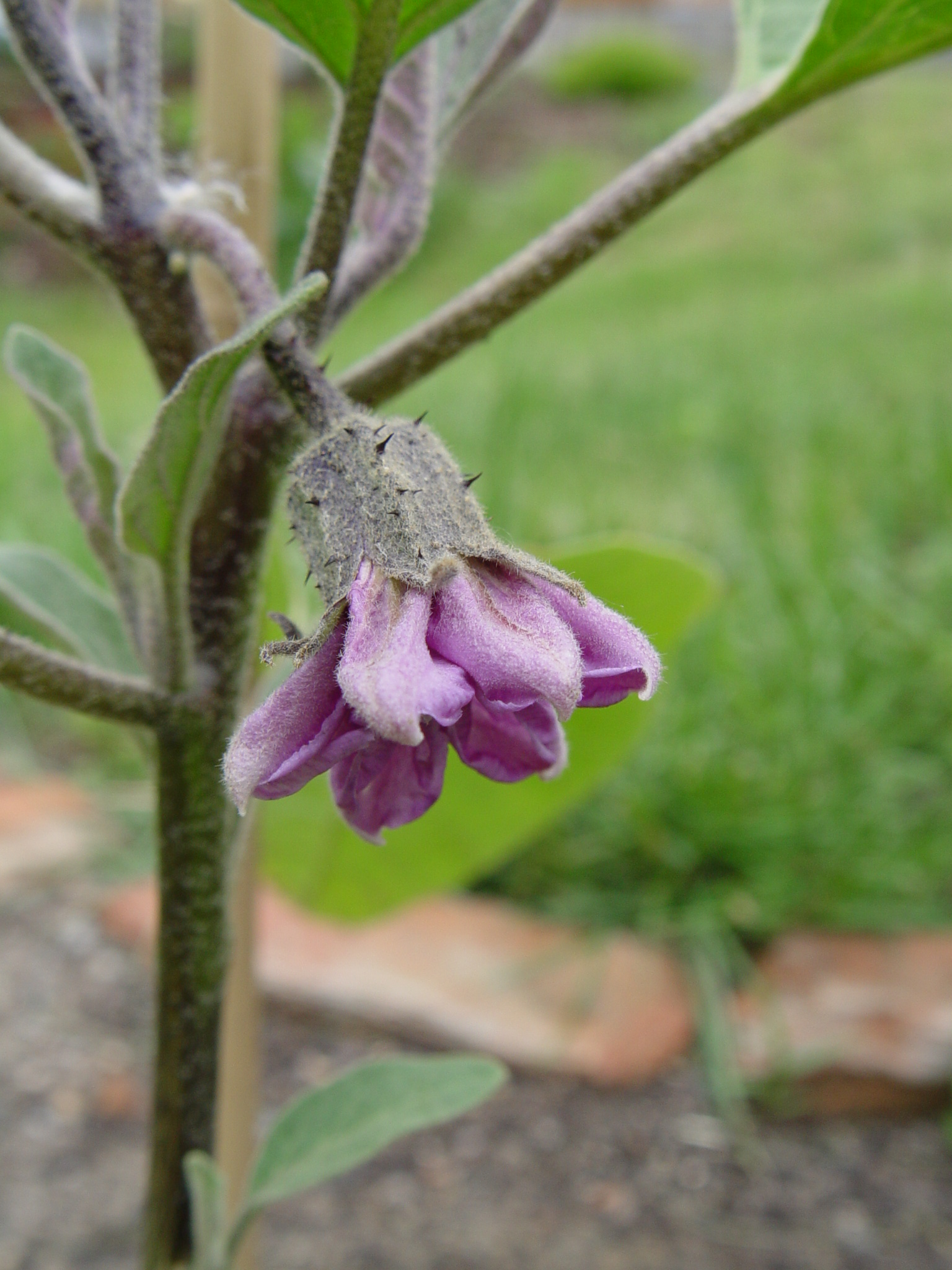
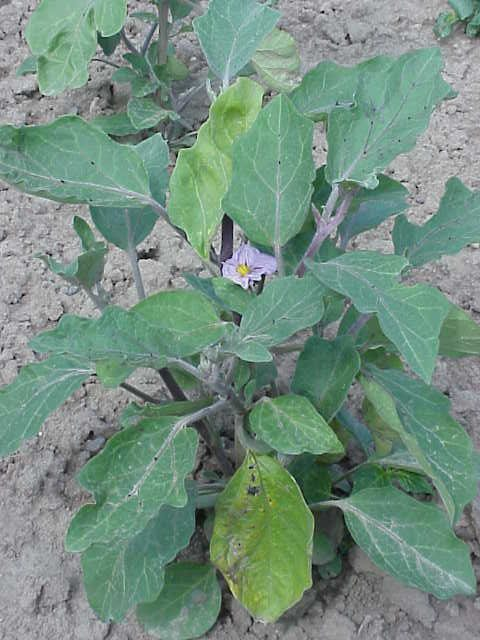
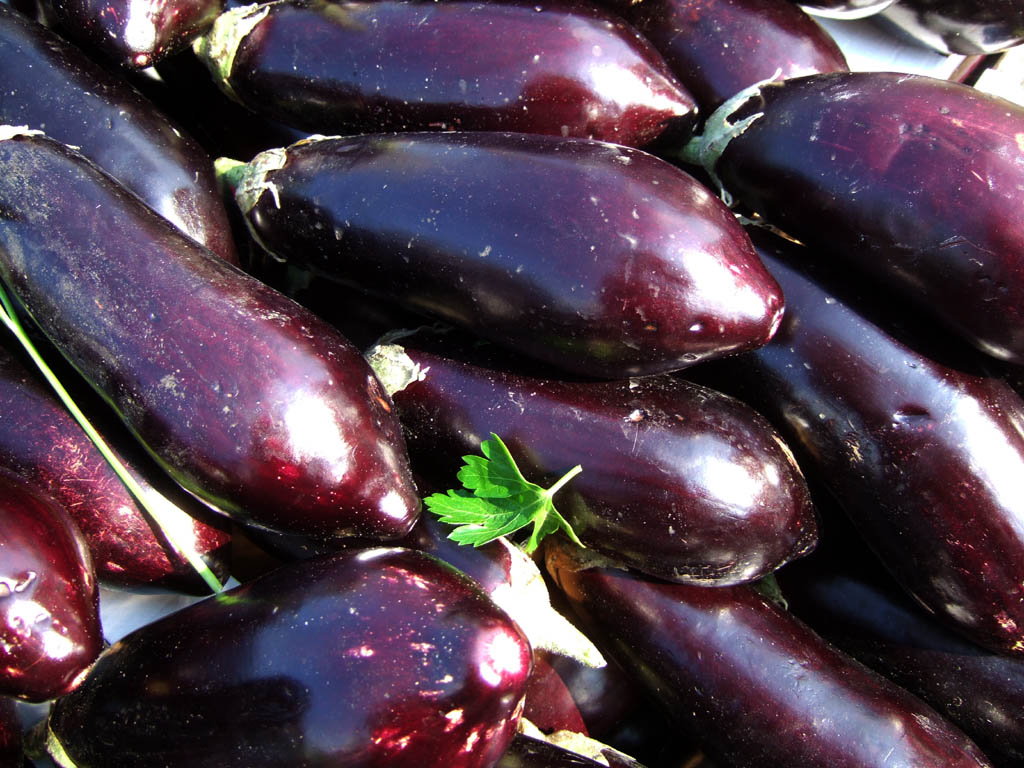
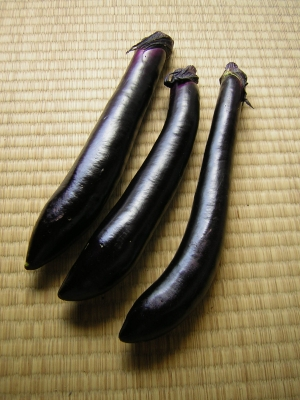
Vinete lungi şi subţiri